# Шумський Яків Данилович
Я́ків Дани́лович Шумський (рос. Яков Данилович Шумськи́й; нар. 1732 — пом. 1812) — російський актор, оперний співак (баритон) та комік українського походження. Один із перших професійних артистів в Російській імперії. Соратник Федора Волкова зі створення першого російського театру Ярославлі наприкінці 1740-х років.

## Біографія
Українець за походженням, Шумський спершу збирався стати цирульником. Але, потрапивши якось у Ярославлі в театр Ф. Г. Волкова, був настільки вражений всім баченим на сцені, що став гарячим шанувальником сценічного мистецтва і незабаром виявив навіть бажання вступити до акторів. Волков охоче прийняв його до своєї трупи, оскільки відразу помітив у ньому видатний комічний талант. Вже першого року (1751) своєї сценічної кар'єри Шумський здобув широку популярність у ярославської публіки. Особливо подобався він їй у ролі слуги Карпа двоактної комедії Ф. Волкова «Суд Шемякін».

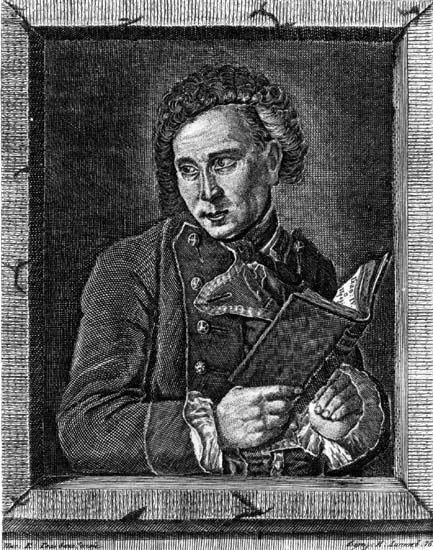
Гравюра роботи І. Ф. Лапіна

Наступного 1752 Волков з усією своєю трупою був викликаний в Петербург, де 18 березня виконав у палаці сумароківську трагедію «Хорєв». Після цього спектаклю, в якому брав участь також і Шумський, останній був, за наказом імператриці Єлизавети Петрівни, разом з Гавриїлом і Григорієм Волковими, Дмитрівським і Поповим, поміщений в 1-у роту Сухопутного кадетського шляхетського корпусу «для необхідного театральним артистам навчання іноземних мов та гімнастики». У корпусі освітою молодого артиста керував відомий П. І. Меліссіно, під наглядом якого Шумський багато займався. Втім, ці заняття анітрохи не заважали йому брати участь у придворних спектаклях, які зрідка давалися трупою Волкова.
Через чотири роки, коли був заснований Російський театр (перший з імператорських театрів), Шумський залишив кадетський корпус і з цього часу виступав майже в кожній виставі. На початку березня 1759 року Шумський був відряджений як помічник Ф. Волкова до Москви для постановки там громадських російських спектаклів. Після прибуття в Москву їм вдалося швидко сформувати трупу і вже в середині квітня того ж року відкрити театр, де головними персонажами були Ф. Волков та Шумський.

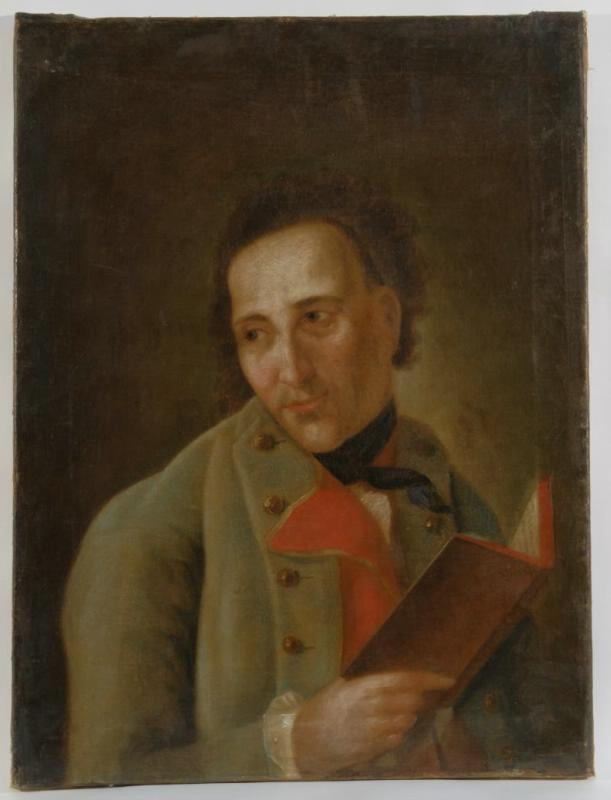
Портрет к. XVIII в.

Повернувшись наступного року до Петербурга, Шумський став так само часто, як і раніше, з'являтися на сцені, привертаючи до себе симпатії публіки своїм видатним комічним талантом. Протягом своєї подальшої 25-річної сценічної діяльності Шумський створив цілу низку вдалих ролей, грав як у класичних драмах відомих європейських драматургів, так і в перших п'єсах російських літераторів. Особливо гарний був у ролі «Созія» у комедії «Амфітріон» та в ролі Єреміївни (перший виконавець) у фонвізинській комедії «Недоросток». Серед інших ролей: Ектор («Гравець» Реньяра), Скапін («Скапінові обмани» Мольєра, 1757), Валентин («Менехми, або Близнюки» Реньяра, 1763).
Вів педагогічну та режисерську роботу; у 1760-х роках керував спектаклями у Шляхетському корпусі, де розміщувалася акторська школа.
Виступав в операх. Перший виконавець партій: Афанасія («Нещастя від карети» на текст Княжніна, музика Пашкевича); Селянина («Санкт-Петербурзька вітальня» Матинського); Івана («Два мисливці»); Анкудіна («Мельник — чаклун, ошуканець і сват» текст Аблесімова з музикою у переробці Соколовського). Серед партнерів — А. М. Михайлова, І. П. Петров.
Після виходу у відставку в 1785 Шумський вже рідко з'являвся на сцені, хоча і прожив ще дуже довго. Рік смерті Шумського не відомий, але в 1811 К. Аксаков якось зустрів його в іншого відомого артиста Я. Є. Шушеріна.

## Родина
Його дружиною стала партнерка по сцені, одна з перших російських професійних актрис Ольга Ананьїна.